# Спенсер, Джон, 8-й граф Спенсер
Эдвард Джон «Джонни» Спенсер (англ. John Spencer, 8th Earl Spencer, Edward John "Johnnie" Spencer; 24 января 1924 — 29 марта 1992) — английский аристократ, 8-й граф Спенсер с 1975 года. Отец Дианы, принцессы Уэльской. С 1924 по 1975 год носил титул виконта Элторпа.

## Биография
Лорд Спенсер родился 24 января 1924 года в Лондоне (район Паддингтон). Он стал единственным сыном Альберта Спенсера, 7-го графа Спенсера (1892—1975), и его супруги, леди Синтии Гамильтон (1897—1972). Джон получил образование в Итоне, Королевском военном колледже в Сандхерсте и Королевском сельскохозяйственном колледже. С рождения до смерти своего отца в 1975 году он был известен в кругу семьи и друзей как Джонни Элторп.
Лорд Спенсер служил в качестве капитана в королевском шотландском полку Греев, в 1944—1945 годах участвовал во Второй мировой войне. С 1947 по 1950 год он служил в качестве адъютанта генерал-лейтенанта сэра Чарльза Уиллоуби Норри, 1-го барона Норри, губернатора Южной Австралии.
Спенсер занимал должности советника графства Нортгемптоншир (1952), высшего шерифа графства Нортгемптоншир (1959) и мирового судьи в Норфолке (1970). Также он служил конюшим короля Георга VI (1950—1952) и королевы Елизаветы II (1952—1954) . В 1954 году он был награжден Королевским Викторианским орденом.
С 1924 по 1975 год Спенсер носил титул учтивости виконт Элторп. 9 июня 1975 года, после смерти отца, он унаследовал графский титул и место в Палате лордов. Граф умер от сердечного приступа 29 марта 1992 года в возрасте 68 лет.

## Семья
1 июня 1954 года Джон Спенсер женился первым браком на Фрэнсис Рут Рош (1936—2004), младшей дочери Эдмунда Мориса Берка Роше, 4-го барона Фермоя, и Рут Сильвии Гилл. Свадебная церемония происходила в Вестминстерском аббатстве под руководством епископа Норвича Перси Херберта. На церемонии присутствовали королева и другие члены королевской семьи.
У супругов было пятеро детей:
- Сара (родилась 19 марта 1955), жена Нила Эдмонда Маккоркодейла.
- Джейн Феллоуз (родилась 11 февраля 1957), жена Роберта Феллоуза, барона Феллоуза.
- Джон Спенсер (родился и умер 12 января 1960 через 10 часов после рождения).
- Диана (1961—1997), первая жена Чарльза, принца Уэльского (впоследствии ставшего королём Великобритании под именем Карла III).
- Чарльз Спенсер (родился 20 мая 1964).

В апреле 1969 года Джон и Фрэнсис Спенсеры развелись. Фрэнсис в том же году вторично вышла замуж за Питера Шанда Кидда.
14 июля 1976 года лорд Спенсер женился на Рейн МакКордейл (1929—2016), единственной дочери капитана Александра МакКордейла и писательницы Барбары Картленд, прежде состоявшей в браке с Джералдом Хамфри Леггом, 9-м графом Дартмутом.